# Гениппертейнга, Кристман
Кристман Гениппертейнга или Гнипердолига (нем. Christman Genipperteinga или Gniperdoliga; XVI век — 26 июня 1581) — вероятно, вымышленный немецкий серийный убийца и бандит XVI века. Считается, что он убил 964 человека за 13 лет, с 1569 года до своего ареста в 1581 году. Хотя записи о предполагаемых преступлениях Гениппертейнги впервые появились вскоре после его смерти, начиная с 1581 года, историки сомневаются в его существовании. Подобные истории о других серийных убийцах ходили в Священной Римской империи как во время его предполагаемой жизни, так и после неё.

## Биография
По словам Каспара Гербера, автора первого памфлета, запечатлевшего историю Гениппертейнги, Кристман Гениппертейнга родился в Кёрпене (Керпен), городе недалеко от Кёльна. За тринадцать лет до казни он жил в обустроенном пещерном комплексе близ Бернкастеля, в лесистой горной местности Фрасберг. Оттуда ему был хорошо виден весь путь в Трир, Мец, Тионвиль и Люксембург. Гениппертейнга совершал грабежи на дорогах и прятал в своей пещере нажитое нечестным путём. Он также совершал массовые убийства и детоубийства, тела жертв, как утверждается, сбрасывая в шахту, соединённую с его пещерным комплексом.
Гениппертейнга похитил молодую путешественницу из Боппарда и использовал её в качестве сексуальной рабыни, убивая детей, которых он от неё зачал, и повесив их тела. В рассказе Гербера также есть приписываемый Гениппертейнгу стих, повествующий о судьбе его детей:
```
«Танцуйте, милые дети, танцуйте, потому что Гениппертейнга, ваш отец, устраивает для вас танцы».
```

Падение Гениппертейнги произошло после того, как он позволил женщине, которую он поработил, войти в город Бернкастель, где она раскрыла городским властям план похитителя. В конце концов, она привела тридцать вооруженных людей, чтобы схватить Гениппертейнгу, где они обнаружили огромный груз вина, солонины, доспехи, оружие, монеты и другие ценности. Стоимость добычи оценивалась более чем в 70 000 гульденов.
Хроники утверждают, что Гениппертейнга вел дневник, в котором подробно описывал убийства 964 человек, а также список добычи, захваченной у их жертв. В дополнение к этим показаниям он с готовностью признался в убийствах, добавив, что если достигнет своей цели — тысячи жертв, то будет «удовлетворен».
17 июня 1581 года Кристман Гениппертейнга был признан виновным и приговорен к смертной казни через дыбу. Сообщается, что перед смертью он выдержал девять дней пыток.